# Carsten Heller
Carsten Heller (født 1971) er en dansk musikproducer og mix-tekniker, der har formet lyden af blandt andre Nephew, The Minds Of 99 og Spleen United.
Carsten Heller er opvokset i Gjellerup nær Herning, men har i mange år været bosat i Aarhus. Han har oprindelig en baggrund som radio-journalist og har tidligere optrådt som Dr. Demo på Danmarks Radios P3.
Fra 1996 til 2000 var han en del af den elektroniske trio Shanks.dk sammen med René Munk Thalund og Jesper Birk, men er bedre kendt i rollen som producer for blandt andre Nephew, Spleen United, Veto og The Minds Of 99. Han har desuden mixet for en lang række navne som blandt andre Lars H.U.G., Under Byen, Turboweekend, Mont Oliver, Dúné, The Broken Beats, Dorthe Gerlach, Henrik Hall, Peter Sommer, The Defectors, Death To Frank Ziyanak og Kashmir.
Carsten Heller har været involveret i en række udenlandske produktioner for navne som Frida Gold, Polarkreis 18, The Bianca Story, Pool og Kim Wilde.